# Conchapelopia multifascia
Conchapelopia multifascia är en tvåvingeart som först beskrevs av Tokunaga 1937.  Conchapelopia multifascia ingår i släktet Conchapelopia och familjen fjädermyggor. Inga underarter finns listade i Catalogue of Life.